# Сант'Антонио д'Анјата (Кремона)
Сант'Антонио д'Анјата је насеље у Италији у округу Кремона, региону Ломбардија.
Према процени из 2011. у насељу је живело 27 становника. Насеље се налази на надморској висини од 40 м.